# Šentlenart pri Sedmih studencih
Šentlenart pri Sedmih studencih (nemško St. Leonhard bei Siebenbrünn) je naselje v Občini Podklošter v Okraju Beljak-dežela na Koroškem v Avstriji.